# 阿爾法戰士
《阿爾法戰士》（英語：Alphas）是美國的一部科幻電視劇。在Syfy頻道播出。首播于2011年7月11日。2013年1月16日Syfy官方宣布不再续订第三季本剧被取消。

## 外部連結
- 官方网站
- 互联网电影数据库（IMDb）上《阿爾法戰士》的资料（英文）